# Dar Sarvaran
 (juin 2018).
Dar Sarvaran (en persan : درسروران romanisé en Dar Sarvarān et également connu sous le nom de Razdarān) est un village de la province de Kerman en Iran. Lors du recensement de 2006, sa population était de 19 habitants pour 5 familles.